# Classe Le Fantasque
Pour les articles homonymes, voir Le Fantasque.
Mise en construction au début des années 1930, la classe Le Fantasque est constituée d'une série de six contre-torpilleurs, conducteurs de flottilles, de la Marine nationale française.
Considérés comme les bâtiments les plus rapides de leur catégorie, jusqu'aux années 2010, ils ont principalement servi pendant la Seconde Guerre mondiale.

## Les unités de la classe Le Fantasque
| Nom           | Indicatif | Chantier naval                                            | Lancement        | Mise en service | Fin de service                      |
| ------------- | --------- | --------------------------------------------------------- | ---------------- | --------------- | ----------------------------------- |
| L'Audacieux   | Da17      | Arsenal de Lorient                                        | 14 mars 1934     | 8 août 1936     | Coulé le 7 mai 1943                 |
| Le Fantasque  | Da16      | Arsenal de Lorient                                        | 15 mars 1934     | 1er mai 1936    | Rayé des listes le 2 mai 1957       |
| L'Indomptable | Da21      | Forges et Chantiers de la Méditerranée (La Seyne-sur-Mer) | 7 décembre 1933  | 15 avril 1936   | Sabordé le 27 novembre 1942         |
| Le Malin      | Da18      | Forges et Chantiers de la Méditerranée (La Seyne-sur-Mer) | 17 août 1933     | 8 juin 1936     | Rayé des listes le 3 février 1964   |
| Le Terrible   | Da19      | Port de Caen-Ouistreham                                   | 30 novembre 1933 | 5 février 1936  | Rayé des listes en Juin 1962        |
| Le Triomphant | Da20      | Ateliers et chantiers de France-Dunkerque                 | 16 avril 1934    | 24 juillet 1936 | Rayé des listes le 19 décembre 1954 |

Le Triomphant fut le premier mis sur cale en août 1931 et Le Terrible entra le premier en service en février 1936.
Faisant suite à la classe Vauquelin, les bâtiments de cette classe sont plus longs (132 mètres au lieu de 129), plus puissants (74 000 ch au lieu de 64 000 ch) et donc capables de soutenir des vitesses plus élevées que les précédents. Leur armement est également plus moderne. Elle est suivie par la classe Mogador, qui furent les deux derniers contre-torpilleurs de la marine nationale construits avant la guerre avec un déplacement supérieur, une artillerie plus puissante pour une vitesse équivalente.
Après modernisation en 1943 et 1944, quatre d'entre eux ont été reclassés en croiseurs légers.

## Historique
La construction est votée par le Parlement dans la loi de finances du 12 janvier 1930, dans le cadre du programme de reconstruction de la flotte française après la Première Guerre mondiale, entrepris, par tranches annuelles, à partir de 1922 et conforme au traité naval de Washington. Le Conseil Supérieur de la Marine, présidé par Georges Leygues (alors ministre de la Marine) définit les grandes lignes des cahiers des charges qui seront ensuite affinés lors des études techniques puis de la construction et attribue des numéros provisoires aux six futurs navires : Da16 à Da21.
Environ un an plus tard, après les premières études techniques, le Conseil décide à quels chantiers sera confiée la construction :
- Da16 et Da17 à l'arsenal de Lorient.
- Da18 et Da21 aux Forges et Chantiers de la Méditerranée à la Seyne-sur-Mer.
- Da19 aux Ateliers et Chantiers de la Loire qui sous-traiteront la construction de la coque aux Ateliers et Chantiers Navals Français à Blainville-sur-Orne, près de Caen.
- Da20 aux Chantiers de France à Dunkerque.

Les lancements s'effectuent entre août 1933 (Le Malin) et avril 1934 (Le Triomphant) et les entrées en service entre novembre 1935 (L'Audacieux et Le Malin) et septembre 1936 (L'Indomptable). Ils seront affectés à la 2e escadre légère commandée par le vice-amiral François Darlan de la Force de Raid.
Initialement, Le Fantasque, L'Audacieux et Le Terrible forment la 10e division légère (DLg) tandis que L'Indomptable, Le Malin et Le Triomphant sont réunis au sein de la 8e division légère. Début octobre 1936, les deux formations prendront respectivement les noms de 10e et 8e divisions de contre-torpilleurs (DCT) et les navires recevront les numéros X101, X102, X103 (10e DCT : Le Fantasque, L'Audacieux, Le Terrible) et X81, X82, X83 (8e DCT : L'Indomptable, Le Malin, Le Triomphant).
Dans le cadre de l'"opération Rake" les trois contre-torpilleurs de la 8e division quittent secrètement Brest, font escale en Écosse et vont patrouiller dans le Skagerrak pour y couler tous les bateaux allemands à portée de tir, mais le résultat de l'opération est mitigé.
Ultérieurement, après modernisation aux États-Unis en 1943 et reclassement en croiseurs légers, Le Fantasque, Le Terrible puis Le Malin constituent la 10e division de croiseurs légers (DCL),.
Avec Le Triomphant, ces quatre rescapés de la Seconde Guerre mondiale servent encore en Indochine, sont rebaptisés escorteurs d'escadre en 1951 selon la norme OTAN, puis sont progressivement placés en réserve et rayés des effectifs. Le dernier en date, Le Malin est condamné par arrêté ministériel du 3 février 1964.

## Caractéristiques et performances
Le cahier des charges initial prévoit, par rapport à la classe précédente, des bâtiments plus longs de 3,40 mètres, avec un mât simple à la place du tripode avant soumis à vibrations, et développant une puissance de 74 000 chevaux au lieu des 68 000 précédents, pour une vitesse attendue dépassant les 37 nœuds. D'autre part, l'armement devra être renforcé.
Les premières études techniques sont effectuées par le Service Technique des Constructions et Armes Navales à Paris afin de déterminer les meilleures formes de carène et répartition des masses possibles pour allier rapidité, stabilité et facilité de manœuvre. Mais c'est au fur et à mesure de la construction et des essais que les choix définitifs des équipements sont effectués.

### Puissance et vitesse
Finalement, les six bâtiments sont équipés de chaudières et de turbines de modèles différents :
Le Fantasque, L'Audacieux et Le Terrible reçoivent des turbines Rateau tandis que l'Indomptable, Le Malin et Le Triomphant sont équipés de turbines Parsons. Selon Paul Carré, le motif de ces différences tient à la nécessité de diversifier les fournisseurs pour des « raisons de sécurité des approvisionnements » et posera des problèmes aux chantiers américains lors de la modernisation des navires en 1943. Ils utilisent de la vapeur à 27 kg/cm2 et à 325 °C en sortie des surchauffeurs.
Aux essais, ces groupes propulsifs permettent de développer une puissance de l'ordre de 100 000 chevaux et d'atteindre des vitesses inégalées parmi les destroyers : Le Fantasque, L'Indomptable, Le Malin, L'Audacieux, Le Triomphant revendiquent respectivement des vitesses de 42,71, 43,02, 43,11, 43,18, et 43,24 nœuds, le record étant établi par Le Terrible à 45,02 nœuds (83,4 km/h).
Celui-ci étant le premier de la série, les deux chaises de lignes d'arbres porte-hélices n'étaient pas prêtes lors de sa mise à flot. Il avait reçu un jeu de rechange destiné aux contre-torpilleurs de la classe Vauquelin. Il semble que celles-ci aient été, en définitive, beaucoup mieux tracées que le modèle spécialement étudié pour la classe "Le Fantasque" et que ce serait une des raisons expliquant que Le Terrible ait obtenu une vitesse aux essais supérieure de près de deux nœuds à celle de ses cinq sisterships.
Ayant tous réalisé (aux essais) une vitesse de plus de 43 nœuds, les contre-torpilleurs de la classe "Le Fantasque" sont restés (jusqu'en 2011) le type de bâtiment le plus rapide du monde pour un déplacement supérieur à 2 500 tonnes, avant d'être détrônés par les Littoral combat ship américains.

### Déplacement
Le déplacement est élevé, les chiffres dépendant essentiellement des paramètres pris en compte :
- Déplacement standard de référence, appelé déplacement Washington, sans combustible ni eau de réserve : 2 569 tonnes;
- Déplacement moyen aux essais : 2 800 tonnes (y compris 100 tonnes de mazout et 80 tonnes d'eau) ;
- Déplacement en pleine charge : 3 300 tonnes ;
- Déplacement après refonte en 1953 : 3 800 tonnes.

### Rayon d'action
Le rayon d'action théorique (ou distance franchissable), est en moyenne de 2 500 nautiques à 25 nœuds. Par exemple, Paul Carré donne les distances franchissables suivantes pour Le Malin : 700 nautiques à 42,5 nœuds, 800 Nq à 40 nd, 950 Nq à 36 nd, 1 750 Nq à 26 nd, 3 000 Nq à 21 nd, 3 600 Nq à 17 nd et 5 000 Nq à 15 nd.

### Artillerie
Côté artillerie, les navires sont équipés de nouveaux canons de 138 mm modèle 1929, qui accroît la portée à 20 000 mètres et de neuf tubes lance-torpilles de 550 mm au lieu de sept pour les tranches précédentes. L'artillerie anti-aérienne est insuffisante : seulement 4 canons de 37 mm et 4 mitrailleuses Hotchkiss de 13,2 mm.

### Divers
Les bâtiments sont prévus pour un équipage de 13 officiers, 34 officiers mariniers, 163 quartiers-maîtres et marins soit 210 hommes, mais ils pourront embarquer près de 310 hommes pendant la guerre.
En février 1932, le Comité technique étudiant le rapport d'essai d'une tranche précédente, les Guépard remarque que les quatre « tuyaux » typiques des contre-torpilleurs français rendent ces navires trop facilement identifiables à la veille optique. La décision sera prise de modifier tous les bâtiments en cours de construction. C'est ainsi que la classe Le Fantasque verra les évacuations des deux chaudières avant et des deux chaudières arrière regroupées en seulement deux cheminées plus courtes et plus larges que celles de leurs prédécesseurs, donnant aux navires une coupe plus « standard ».

## Refonte aux États-Unis

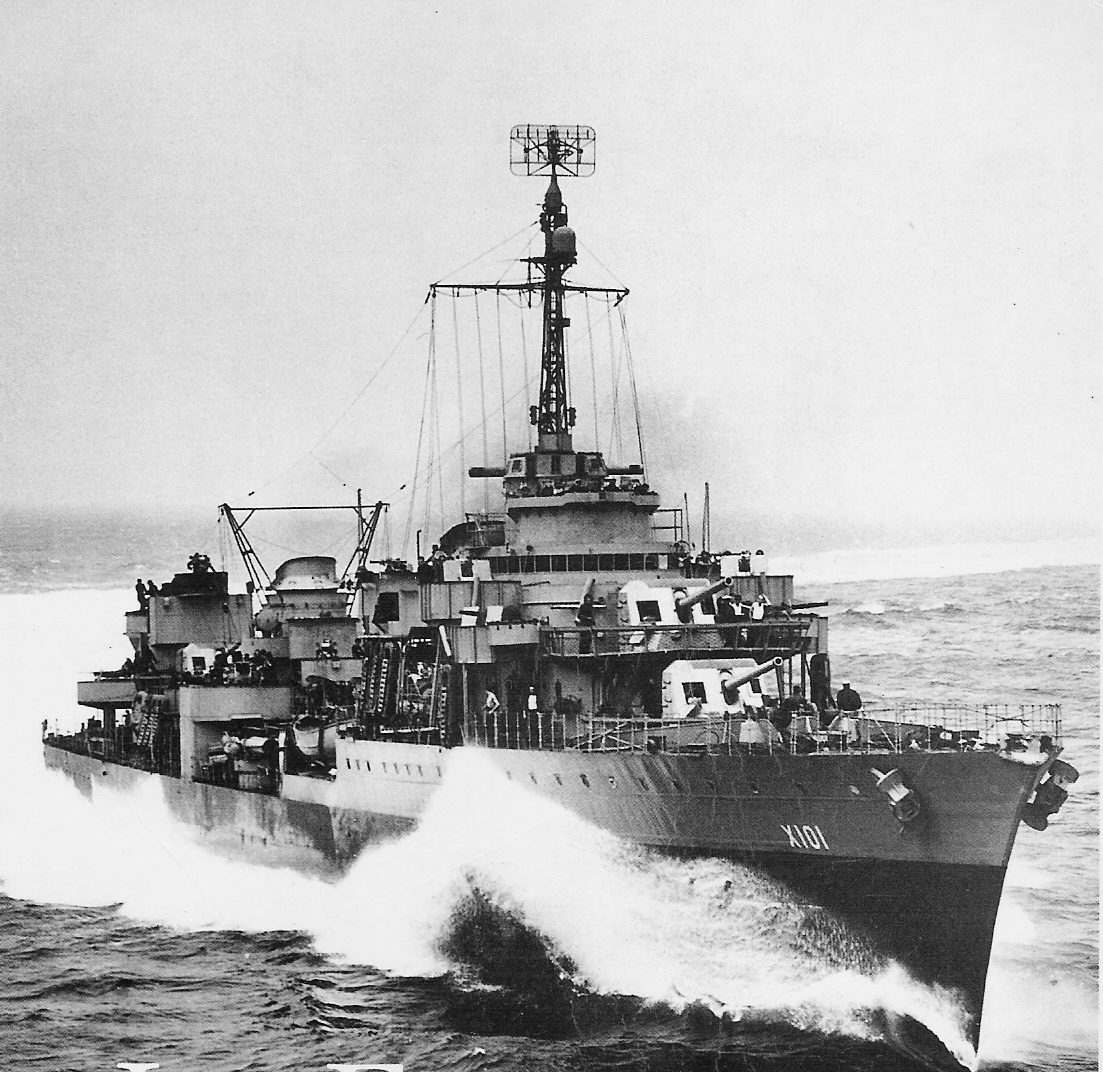
Le Fantasque lors d'essais de vitesse aux États-Unis en juin 1943

L' Indomptable, sabordé le 27 novembre 1942 à Toulon ainsi que L'Audacieux, coulé à Bizerte, après avoir été gravement endommagé au combat de Dakar, ne sont pas concernés par cette refonte.
Le Fantasque et Le Terrible arrivent à Boston le 21 février 1943 ; Le Terrible quitte ce port fin mai et Le Fantasque mi-juin. Le Malin, endommagé à Casablanca, arrive juste après, le 26 juin, et ses réparations étant plus importantes, ne quitte Boston que le 17 novembre. Quant au Triomphant, manquant d'entretien du fait de son détachement dans le Pacifique, il est plus laborieusement rénové à Charleston de mai 1944 à mars 1945.
La modernisation s'effectue principalement sur les points suivants :
- Installation de deux radars (veille surface et veille aérienne)[25]
- Installation d'un ASDIC[26].
- Ajout de nouvelles soutes à combustible (capacité de 600 tonnes de mazout portée à 700 tonnes)[26],[24].
- Remplacement de l'artillerie anti-aérienne d'origine par 8 pièces de 40mm Bofors (un affût quadruple et deux affûts doubles) et de 10 canons de 20 mm Oerlikons[24].
- Installation de 2 grenadeurs anti-sous-marins Thornycroft[24].
- Débarquement d'une tourelle triple de tubes lance-torpilles (2 tourelles triples sont conservés)[26].

## La perte de l'Audacieux
Incendié lors d'un combat inégal contre le croiseur lourd HMAS Australia qui fit 72 morts durant la bataille de Dakar le 23 septembre 1940, puis échoué entre Rufisque et Poponguine (Sénégal), le contre-torpilleur Audacieux fut renfloué, puis remorqué vers Bizerte où il fut coulé par un bombardement alliés lors d'une attaque le 7 mai 1943.